# Marian Kołodziejczyk
Marian Kołodziejczyk (ur. 2 lipca 1926 w Ochabach, zm. 15 sierpnia 2020 w Zabawie k. Tarnowa) – polski artysta grafik i nauczyciel, członek Związku Polskich Artystów Plastyków, założyciel i kierownik pracowni plastycznej w Pałacu Młodzieży w Tarnowie, twórca miejskich pejzaży Tarnowa.

## Życiorys
Urodził się w Ochabach na Śląsku jako trzecie dziecko w rodzinie Jana i Heleny z Sierpowskich. Rodzina pochodziła z Małopolski, a na Śląsk trafiła za pracą. Ojciec był uczestnikiem I Wojny Światowej (walczył w wojsku austriackim), a po wojnie pracował jako masztalerz i stangret, matka wywodziła się z rodziny szlacheckiej. Do wybuchu II Wojny Światowej Marian ukończył 6 klas szkoły powszechnej w Ochabach. W czasie wojny w zastałej sytuacji skończył siódmą klasę tzw. „Deutsche Volksschule”. W 1942 roku został przesiedlony wraz z rodziną do Generalnego Gubernatorstwa. Podjął naukę w szkole mechanicznej. Po zakończeniu wojny został przesiedlony na tzw. „Ziemie Odzyskane”, gdzie ukończył liceum i zdał maturę.
W 1947 roku rozpoczął studia artystyczne na Wydziale Grafiki w Wyższej Szkole Sztuk Plastycznych w Krakowie (od 1950 roku Akademia Sztuk Plastycznych, obecnie ASP im. Jana Matejki w Krakowie). Kształcił się tam pod kierunkiem M. Wejmana i K. Srzednickiego. W 1953 roku uzyskał dyplom artysty grafika. Od tej chwili podjął współpracę z Zespołem Pieśni i Tańca „Krakowiacy” (zespół założony w 1951 roku i długo prowadzony przez wuja artysty – Władysława Sierpowskiego). Tam wykonał szereg opraw plastycznych do widowisk ludowych, sztuk teatralnych, plansz, plakatów etc. W zespole angażował się również grając na akordeonie i skrzypcach.
W roku 1956 poślubił w Tarnowie Antoninę Pacurę. Od 1960 roku przez wiele lat do roku 1984 pracował w Pałacu Młodzieży w Tarnowie w charakterze nauczyciela-instruktora, kierownika pracowni plastycznej, której był założycielem. Pracował także w I Liceum Ogólnokształcącym i III Liceum Ogólnokształcącym w Tarnowie jako nauczyciel, a także w Biurze Wystaw Artystycznych. Był członkiem Związku Polskich Artystów Plastyków (ZPAP). Realizował wiele zamówień i podejmował prace zleceniowe. Wychowywał wiele młodych osób w uprawianiu sztuki plastycznej, dając doskonałe podłoże do kształcenia. Całe życie zdołał też samemu realizować się w swojej pasji. Zarówno jego prace, jak i jego uczniów gościły na wielu dziesiątkach wystaw w kraju i za granicą. Uczestniczył w wystawach tarnowskiego oddziału ZPAP, m.in. w Krakowie, Rzeszowie, Opolu, Warszawie, Radomiu, a także za granicą – w Niemczech i na Węgrzech. Jego prace znajdują się w zbiorach Ministerstwa Kultury i Sztuki w Warszawie, Muzeum Ziemi Tarnowskiej w Tarnowie, bibliotekach oraz zbiorach prywatnych w kraju i za granicą.
Wraz z żoną wychował trójkę synów, którzy są tarnowskimi muzykami.
Został pochowany na Cmentarzu Komunalnym w Tarnowie-Krzyżu.

## Twórczość
Stworzył około 200 obrazów olejnych, tyle samo grafik (drzeworytów, linorytów i gipsorytów), wiele dziesiątków obrazów akwarelowych i pastelowych, także szkiców, wiele projektów plakatów i medali okolicznościowych. Tematyka jego prac to przede wszystkim natura, polskie góry – Tatry, krajobrazy z wielu zakątków Polski, a także tematyka związana z rodziną i przede wszystkim tematyka miasta Tarnowa. 
Jego prace były publikowane w różnych pozycjach bibliograficznych. W książce wydanej na 25-lecie tarnowskiego oddziału ZPAP opublikowano jego linoryt „Stare kamienice”. Natomiast w książce Stanisława Potępy Tarnów w dawnych rysunkach i obrazach autor poświęcił mu rozdział jako twórcy tarnowskich pejzaży (obok Józefa Szuszkiewicza) określając grafiki Kołodziejczyka jako „solidnie wykonane, syntetyczne pejzaże”. Opublikował pięć grafik: drzeworyt „Ulica Forteczna” z 1975 r., „Dom rodzinny gen, Bema”, „Ulica Żydowska” z 1959 r., drzeworyt „Tarnów - Rynek” z 1957 r. oraz linoryt „Tarnów - Starówka” z 1961 r. 
Był twórcą ekslibrisów dla osób prywatnych i instytucji z Tarnowa. Wykonał m.in. ekslibris dla Norberta Lippóczy'ego i Tarnowskiego Towarzystwa Przyjaciół Węgier. Ekslibris dla Andrzeja Kaszni został opublikowany w zbiorze „Ekslibrisy tarnowskie” w 1989 r. wydanym przez Tarnowskie Towarzystwo Przyjaciół Węgier. 

## O pracy i edukacji artystycznej
W pracy z młodzieżą próbował wydobyć jej zainteresowania i uświadamiać, czym jest twórczość dająca satysfakcję poprzez skupienie, studium tematu i jego realizację oraz wysiłek dający odpowiednie rezultaty. Uczył, aby prace miały swoją wartość artystyczną i estetyczną, i przestrzegał przed tworzeniem tzw. „landszafcików” – pogardliwie nazywanych prac o niskiej wartości – mówiąc „nie malujcie jeleni na rykowisku”.

W jednej ze swoich wypowiedzi dla regionalnego czasopisma mówił o pracowni plastycznej, którą prowadził w ówczesnym MDK w Tarnowie:

Przeważnie przychodzi [tutaj] młodzież uzdolniona i to nie tylko plastycznie. Zajęcia w pracowni traktują jako przyjemność i starają się nie zaniedbywać w nauce (...).
Ale zdarza się także, że przychodzi dziecko o niewyrobionym smaku plastycznym czy wręcz spaczonym guście. Proszę ich wtedy – nie malujcie jeleni ani postaci z komiksów. Bardzo często to sprawa domu – chcą odwzorować to, co w swoich mieszkaniach widzą na obrazach, albo postacie z książek, które lubią. Jeżeli uda mi się stworzyć właściwą atmosferę, to w końcu i oni zaczynają malować inaczej. Oczywiście grupa ma na to pewien wpływ. Ważna jest także satysfakcja z pracy. (...).

## Odznaczenia i nagrody
Wśród licznych nagród i wyróżnień warto wymienić:
- Krzyż Kawalerski Orderu Odrodzenia Polski
- Złoty Krzyż Zasługi
- Odznaka „Zasłużony Działacz Kultury”
- Srebrna Odznaka „Zasłużony dla Ziemi Krakowskiej”